# A Mormon Maid
A Mormon Maid is een Amerikaanse dramafilm uit 1917 onder regie van Robert Z. Leonard.

## Verhaal
Dora en haar familie worden door mormonen gered van een aanval door indianen. Ze besluiten om met hen mee te reizen naar Utah. Dora wordt benaderd door twee mormonen. Haar moeder is geschokt.

## Rolverdeling
| Acteur           | Personage        |
| ---------------- | ---------------- |
| Mae Murray       | Dora             |
| Frank Borzage    | Tom Rigdon       |
| Hobart Bosworth  | John Hogue       |
| Edythe Chapman   | Nancy Hogue      |
| Noah Beery       | Darius Burr      |
| Richard Cummings | Lion of the Lord |